# Marcell Driver (Richter)

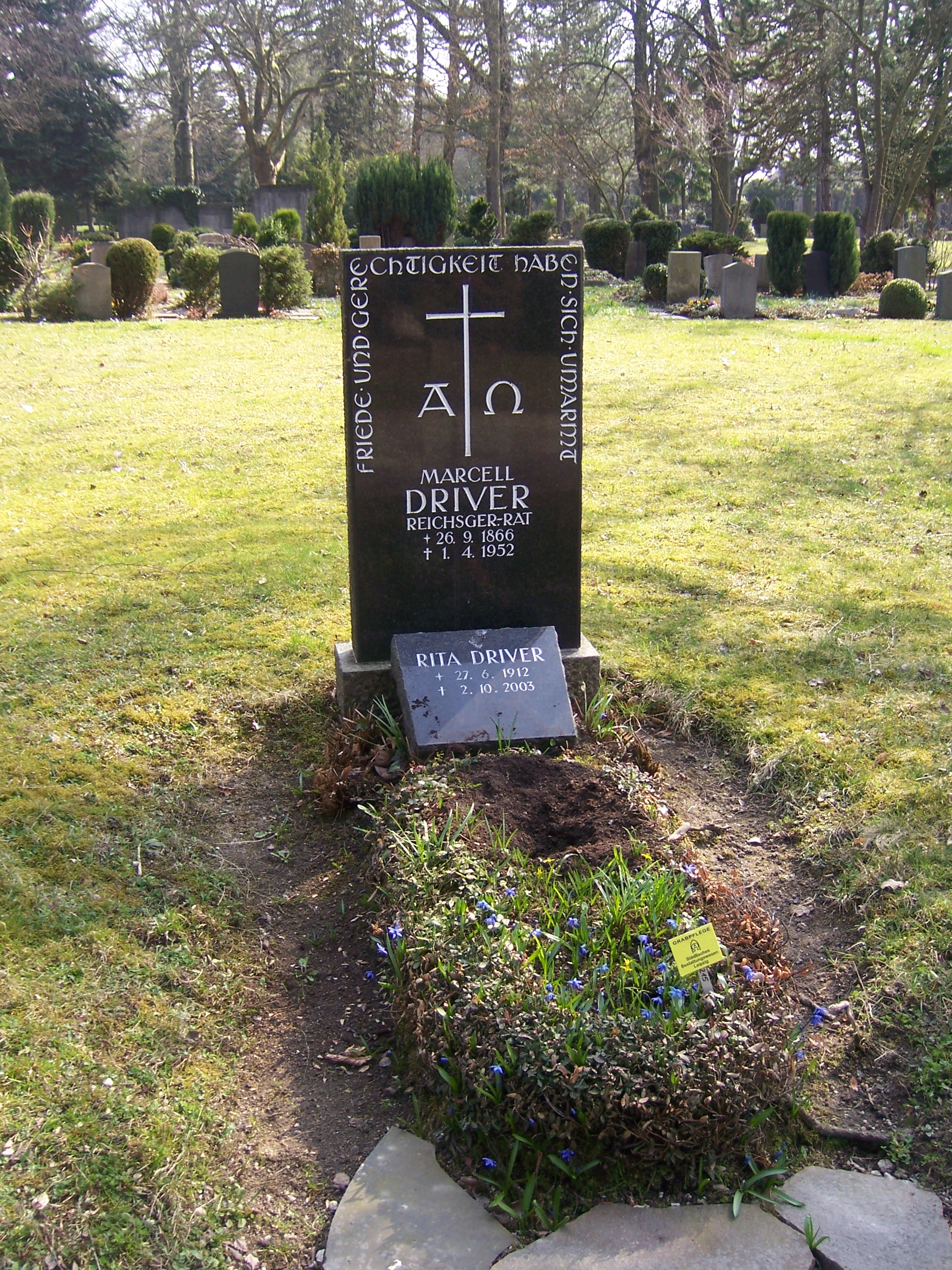
Grabstätte Marcell Driver auf dem Südfriedhof in Leipzig

Marcell Driver (* 26. September 1866 in Oldenburg; † 1. April 1952 in Leipzig) war ein deutscher Reichsgerichtsrat.
Die beiden juristischen Staatsprüfungen 1892 und 1896 legte Driver mit der Note „bestanden“ ab. 1897 trat er in den oldenburgischen Staatsdienst ein. Zum Neujahrstag 1900 ernannte man ihn zum Staatsanwalt beim Landgericht Oldenburg. 1904 wechselte er als Landrichter auf die Richterbank im Landgericht. 1908 kam er an das Landgericht Lübeck. 1916 wurde Driver zum Landgerichtsdirektor dort befördert. 1924 kam er an das Reichsgericht. Er war dort in Zivil- und Strafsenaten tätig. Am 1. Oktober 1934 trat er in den Ruhestand.
Es gab gleichnamige Personen mit den Lebensdaten (1852–1912) bzw. (1907–1992).